# Maieralm (Grassau)
Die Maieralm (auch: Moier-Alm, Mojer-Alm oder Scherer-Alm) ist eine Alm in Grassau.

## Bauten
Der Kaser der Maieralm brannte 1929 „durch Unvorsichtigkeit der Skifahrer“ aus und wurde 1930 durch einen Neubau ersetzt. Das Erdgeschoss besteht aus gemauerten und verputzten Steinen, das Obergeschoss ist verbrettert. Vor dem Südgiebel befindet sich ein mit Bruchsteinen ausgelegter Hof mit einem schwach schüttenden Laufbrunnen. Vor dem Haus steht eine stattliche Linde.

## Heutige Nutzung
Die Maieralm ist bestoßen.

## Lage
Die Maieralm befindet sich im Almgebiet der Grassauer Almen auf einer Höhe von 1100 m ü. NN südöstlich unterhalb vom Groß- und Kleinstaffn. In direkter Nachbarschaft befinden sich die Staffnalm, die Naderbauernalm und die Fahrnpointalm.